# Strydenburg
Strydenburg este un oraș din provincia Noord-Kaap, Africa de Sud.